# Diedrocephala marginata
Diedrocephala marginata är en insektsart som beskrevs av Palisot 1820. Diedrocephala marginata ingår i släktet Diedrocephala och familjen dvärgstritar. Inga underarter finns listade i Catalogue of Life.